# Strangosporaceae
Strangosporaceae is een botanische naam voor een familie van korstmossen behorend tot de onderstam Pezizomycotina. Het typegeslacht is Strangospora. 

## Geslachten
De familie bestaat uit de volgende geslachten:
- Strangospora